# Изъянка
Изъянка — деревня в составе Воздвиженского сельсовета в Воскресенском районе Нижегородской области.

## География
Находится на расстоянии примерно 36 километров по прямой на восток-северо-восток от районного центра поселка  Воскресенское.

## История
Известно с середины XIX века, названо местной речке Малой Изъянке. Входила в Макарьевский уезд Нижегородской губернии. В 1925 году отмечено 197 жителей и 81 двор. В советское время работали колхозы им.Сталина и им.Буденного. В деревню в 1970-е годы переехали жители бесперспективных деревень Пурешиха и Новониколаевка.

## Население
Постоянное население составляло 105 человек (русские 98%) в 2002 году, 63 в 2010 году .